# Et la terre trembla...

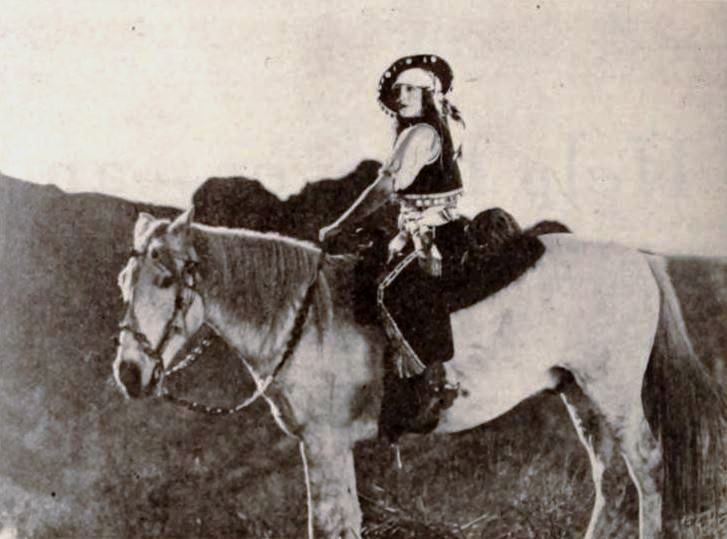
Edith Roberts.

Et la terre trembla... (The Fire Cat) est un film américain réalisé par Norman Dawn, sorti en 1921.

## Synopsis
Dulce, petite dernière de la famille Alvarez, vit avec sa mère dans les Andes, et est aimée par Pancho, un métis. Gringo Burke, un bandit américain, tue sa mère pour la voler. Accusant Pancho de lâcheté, Dulce jure de se venger. En tant que danseuse, elle rencontre Burke, et David Ross, un américain, prend sa défense. L'éruption du Cotopaxi décime Burke et sa bande, venus voler du minerai dans les mines, et Dulce sauve Ross de la lave en fusion.

## Fiche technique
Sauf indication contraire, les informations mentionnées dans cette section peuvent être confirmées par la base de données cinématographiques IMDb,  présente dans la section « Liens externes ».
- Titre original : The Fire Cat
- Réalisation : Norman Dawn
- Scénario : Philip D. Hurn d'après une histoire de Norman Dawn
- Photographie : Thomas Rea
- Genre : Mélodrame[2]
- Production : Universal Film Manufacturing Company
- Distributeur : Universal Film Manufacturing Company
- Durée : 5 bobines
- Date de sortie :
  - États-Unis : février 1921
  - France: 13 avril 1923

## Distribution
- Edith Roberts : Dulce
- Walter Long : Gringo Burke
- Eagle Eye : Cholo Pete
- Olga D. Mojean : Mother Alvarez
- Beatrice Dominguez : Margarita
- Arthur Jasmine : Pancho
- Wallace MacDonald : David Ross